# Squatina guggenheim
Squatina guggenheim Marini, 1936 è uno squalo appartenente alla famiglia Squatinidae, presente lungo le coste orientali del Sudamerica.

## Descrizione
Si tratta di un piccolo squalo che abita i fondali sabbiosi oceanici. Il corpo è depresso e grosso modo romboidale, con una colorazione screziata che ricorda molto quella degli ambienti sabbiosi in cui si mimetizza. Gli occhi si trovano in posizione antero-laterale nella parte superiore della testa. Ai lati della bocca si notano dei barbigli sensoriali. Nel maschio si osserva la presenza di tipici aculei sulla superficie superiore delle pinne pettorali (da cui uno dei nomi inglesi "spiny angel shark", squalo angelo spinoso), che sono invece assenti nelle femmine e negli esemplari giovanili. Tali aculei vengono impiegati per mantenere stabile la posizione durante l'accoppiamento. 

La lunghezza totale è di regola compresa tra 70 e 90 cm, sebbene siano stati pescati esemplari che raggiungevano i 130 cm.

## Biologia

### Comportamento
Squatina guggenheim ha abitudini notturne; passa lungo tempo semisepolto nei detriti del fondale, lasciando fuori esclusivamente gli occhi, in attesa di prede.

### Alimentazione
La dieta comprende principalmente crostacei, molluschi e piccoli pesci, tra cui anche altri squali.

### Riproduzione
Il ciclo riproduttivo dura tre anni. La gestazione può durare da dieci a dodici mesi, durante i quali la femmina si sposta in acque meno profonde, laddove, in qualsiasi periodo dell'anno, partorisce da tre a nove piccoli. Questi rimangono con la madre per i primi tre o quattro mesi, per poi allontanarsi definitivamente.

## Distribuzione e habitat
La specie è presente al largo delle coste del Brasile meridionale, dell'Uruguay e dell'Argentina settentrionale, ad una profondità compresa tra 10 e 150 m.

## Tassonomia

### Sinonimi
Non sono stati riportati sinonimi.

### Sottospecie
Non sono state individuate sottospecie.

## Conservazione
La principale minaccia per questa specie è rappresentata dalla pesca intensiva e, data la peculiare ecologia, soprattutto la pesca a strascico.

In conseguenza di ciò, si stima ad esempio che in Brasile la popolazione di S. guggenheim sia calata dell'85% tra il 1984 ed il 2002.
La tendenza generale della popolazione appare in declino, così come per altri Squatinidae quali Squatina argentina o Squatina punctata, per cui la Lista rossa IUCN ha attribuito a questa specie lo status "EN" (in pericolo).